# Federació d'Ateneus de Catalunya
Federació d'Ateneus de Catalunya (FAC) és una associació creada el 1983 després del Tercer Congrés d'Ateneus, celebrat al Centre de Lectura de Reus i convocat pel Departament de Cultura de la Generalitat de Catalunya, amb la finalitat de potenciar, facilitar i millorar la tasca de les entitats socioculturals d'arreu de Catalunya, fer de pont entre les entitats i les administracions, i programar activitats de caràcter formatiu i lúdic per reforçar el treball en xarxa de totes les associacions culturals que en formen part. La seva seu és a la Plaça Víctor Balaguer de Barcelona i en formen part 174 associacions. Des de maig del 2019 el seu president és Pep Morella Murcia, de la Societat Coral Obrera la Glòria Sentmenatenca (SCOLGS).

## Història
La necessitat de trobar una cohesió entre la gran diversitat d'ateneus existents a principis de segle xx, l'any 1911 es va impulsar la celebració del I Congrés Regional d'Ateneus i Associacions de Cultura, organitzat pel Centre de Lectura de Reus. Els primers intents d'entesa donarien lloc a la celebració d'un II Congrés d'Ateneus i Associacions de Cultura a Vilanova i la Geltrú l'any 1912. En aquest cas, però, la gran disparitat d'opinions entre els ateneus assistents va comportar un enfrontament que va donar per tancat aquest primer període d'intents de cohesió entre les entitats que hi van participar. No va ser fins a 1983 que es va reprendre la voluntat organitzativa amb la celebració d'un III Congrés d'Ateneus arran de la instauració d'institucions com la Generalitat de Catalunya, principal impulsora. Es va celebrar, de nou, al Centre de Lectura de Reus.
Arran de la celebració del III Congrés d'Ateneus neix la Federació d'Ateneus de Catalunya que queda inscrita al Registre d'Associacions l'any 1984. Aquesta entitat té la voluntat de donar suport organitzatiu als ateneus catalans. Entre d'altres reconeixement, ha rebut la Creu de Sant Jordi el 2014 i el Premi Nacional de Cultura el 2010.

## Entitats federades
A començament de l'any 2019 hi ha un total de 174 entitats federades a Catalunya:
| Ref | Nom                                                    | Municipi                               |
| --- | ------------------------------------------------------ | -------------------------------------- |
| 1   | Agrupació Congrés                                      | Barcelona                              |
| 2   | Agrupació Cultural Folklòrica de Barcelona             | Barcelona                              |
| 3   | Amics de les Arts i Joventuts Musicals                 | Terrassa                               |
| 7   | Associació Cultural Centre l'Amistat                   | Premià de Mar                          |
| 9   | Associació Cultural i Recreativa                       | Fals (Bages)                           |
| 10  | Associació Cultural Plataforma Odeon                   | Canet de Mar                           |
| 11  | Associació Cultural Recreativa Unió Calafina           | Calaf                                  |
| 12  | Associació de Cultura Comú de Particulars              | La Pobla de Segur                      |
| 13  | Associació de Veïns de Sant Jaume Sesoliveres          | Sant Jaume Sesoliveres                 |
| 15  | Ateneu Adrianenc                                       | Sant Adrià del Besòs                   |
| 16  | Ateneu Agrícola                                        | Lavern                                 |
| 17  | Ateneu Agrícola                                        | Sant Sadurní d'Anoia                   |
| 18  | Ateneu Arenyenc                                        | Arenys de Mar                          |
| 19  | Ateneu Barcelonès                                      | Barcelona                              |
| 20  | Ateneu Bisbalenc                                       | La Bisbal de Falset                    |
| 22  | Ateneu Cultural Catalònia                              | L'Hospitalet de Llobregat              |
| 23  | Ateneu Cultural de Guissona                            | Guissona                               |
| 24  | Ateneu Cultural i Recreatiu                            | Santa Margarida de Montbui             |
| 25  | Ateneu Cultural Josep Taverna                          | Alforja                                |
| 26  | Ateneu de Cultura Popular                              | L'Hospitalet de Llobregat              |
| 27  | Ateneu de la Vall de Llémena                           | Cartellà (poble de Sant Gregori)       |
| 28  | Ateneu de Sant Just Desvern                            | Sant Just Desvern                      |
| 29  | Ateneu de Tarragona                                    | Tarragona                              |
| 30  | Ateneu del Clot                                        | Barcelona                              |
| 32  | Ateneu Familiar                                        | Sant Vicenç dels Horts                 |
| 33  | Ateneu Familiar                                        | Sant Boi de Llobregat                  |
| 34  | Ateneu Hortenc                                         | Barcelona                              |
| 35  | Ateneu Igualadí de la Classe Obrera                    | Igualada                               |
| 36  | Ateneu l'Aliança                                       | Lliçà d'Amunt                          |
| 38  | Ateneu Popular de la Fuliola                           | La Fuliola                             |
| 39  | Ateneu Popular de Ponent                               | Lleida                                 |
| 40  | Ateneu Popular Garriguenc                              | Les Borges Blanques                    |
| 42  | Ateneu Santcugatenc                                    | Sant Cugat del Vallès                  |
| 43  | Ateneu Santfeliuenc                                    | Sant Feliu del Llobregat               |
| 44  | Ateneu Torrellenc                                      | Torrelles de Llobregat                 |
| 45  | Ateneu Unió                                            | Santa Coloma de Cervelló               |
| 46  | Ateneu VIlassanès                                      | Vilassar de Mar                        |
| 47  | Casa del Poble                                         | Blanes                                 |
| 48  | Casal Català d'Hostalets de Pierola                    | Hostalets de Pierola                   |
| 49  | Casal Catòlic de Sant Andreu                           | Barcelona                              |
| 50  | Casal Cultural Codinenc                                | Sant Feliu de Codines                  |
| 51  | Casal Cultural de Tremp                                | Tremp                                  |
| 52  | Casal Cultural i Recreatiu                             | Castellbisbal                          |
| 53  | Casal de Sant Pere                                     | Terrassa                               |
| 56  | Casal Societat La Principal                            | Vilafranca del Penedès                 |
| 57  | Casino de Caldes                                       | Caldes de Montbui                      |
| 58  | Casino de Vic                                          | Vic                                    |
| 59  | Casino del Centre                                      | L'Hospitalet de Llobregat              |
| 60  | Casino del Masnou                                      | El Masnou                              |
| 61  | Casino l'Aliança del Poblenou                          | Barcelona                              |
| 62  | Casino Llagosterenc                                    | Llagostera                             |
| 63  | Casino Menestral Figuerenc                             | Figueres                               |
| 64  | Casino Prado Suburense                                 | Sitges                                 |
| 65  | Casino Unió Comercial                                  | Vilafranca del Penedès                 |
| 66  | Centre Agrícola                                        | Sant Pau d'Ordal                       |
| 67  | Centre Catòlic                                         | L'Hospitalet de Llobregat              |
| 68  | Centre Catòlic                                         | Mataró                                 |
| 69  | Centre Catòlic                                         | Sant Vicenç dels Horts                 |
| 72  | Centre Cultural El Social                              | Terrassa                               |
| 73  | Centre Cultural Els Catalanistes                       | Barcelona                              |
| 76  | Centre Cultural i Recreatiu                            | Pineda de Mar                          |
| 79  | Centre Cultural Les Preses                             | Les Preses                             |
| 80  | Centre Cultural Sant Vicenç de Sarrià                  | Barcelona                              |
| 81  | Centre d'Amics de Reus                                 | Reus                                   |
| 82  | Centre de Lectura de Reus                              | Reus                                   |
| 83  | El Centre, Ateneu Democràtic i Progressista            | Caldes de Montbui                      |
| 84  | Centre Fraternal                                       | Palafrugell                            |
| 85  | Centre l'Avenir Fanalenc                               | Platja d'Aro                           |
| 86  | Centre Moral d'Arenys de Munt                          | Arenys de Munt                         |
| 87  | Centre Moral i Cultural del Poblenou                   | Barcelona                              |
| 88  | Centre Moral i Instructiu de Gràcia                    | Barcelona                              |
| 89  | Centre Obrer                                           | La Sénia                               |
| 90  | Centre Sant Pere Apòstol                               | Barcelona                              |
| 91  | Centre Social Ribetà Els Xulius                        | Sant Pere de Ribes                     |
| 92  | Centre Bredenc                                         | Breda                                  |
| 93  | Centre Campdevanolenc                                  | Campdevànol                            |
| 94  | Centre Catòlic de Gràcia                               | Barcelona                              |
| 95  | Cercle de Belles Arts                                  | Lleida                                 |
| 96  | Círcol Catòlic                                         | Badalona                               |
| 97  | Círcol Catòlic                                         | Vilanova i la Geltrú                   |
| 98  | Club Marina Casinet                                    | Lloret de Mar                          |
| 99  | Cor de Marina                                          | Badalona                               |
| 100 | El Centre                                              | Llorenç del Penedès                    |
| 101 | Foment Cultural i Artístic                             | Molins de Rei                          |
| 102 | Foment Hortenc                                         | Barcelona                              |
| 103 | Foment Martinenc                                       | Barcelona                              |
| 104 | Foment Mataroní                                        | Mataró                                 |
| 105 | Germandat de Sant Isidre i Santa Llúcia                | Reus                                   |
| 106 | Grup Excusionista i Esportiu Gironí                    | Girona                                 |
| 108 | Joventut Catòlica                                      | Molins de Rei                          |
| 109 | L'Avenç Centre Cultural                                | Esplugues de Llobregat                 |
| 110 | La Concòrdia                                           | Cabrils                                |
| 111 | La Lira Vendrellenca                                   | El Vendrell                            |
| 112 | La Massa Centre de Cultura Vilassarenc                 | Vilassar de Dalt                       |
| 115 | Lluïsos d'Horta                                        | Barcelona                              |
| 116 | Lluïsos de Gràcia                                      | Barcelona                              |
| 117 | Fundació Orfeó Lleidatà                                | Lleida                                 |
| 118 | Orfeó Martinenc                                        | Barcelona                              |
| 120 | Patronat Cultural i Recreatiu                          | Cornellà de Llobregat                  |
| 121 | Patronat de la Catequística                            | Figueres                               |
| 122 | Patronat de la Passió                                  | Esparreguera                           |
| 123 | Reial Cercle Artístic                                  | Barcelona                              |
| 125 | Societat Aliança Palmarenca                            | La Palma de Cervelló                   |
| 126 | Societat Coral Diadema Corberenca                      | Corbera de Llobregat                   |
| 128 | Societat Coral i d'Esbarjo La Margaridoia              | Santa Margarida i els Monjos           |
| 129 | Societat Coral l'Espiga de les Corts                   | Barcelona                              |
| 130 | Societat Coral La Unió                                 | Cornellà de Llobregat                  |
| 131 | Societat Coral La Unió Santcugatenca                   | Sant Cugat del Vallès                  |
| 133 | Societat Cultural i Recreativa Bisbalenca              | La Bisbal del Penedès                  |
| 135 | Societat Cultural i Recreativa El Centre               | Sant Martí Sarroca                     |
| 136 | Societat Cultural i Recreativa l'Aliança               | Cubelles                               |
| 138 | Societat Cultural i Recreativa La Barretina Vermella   | Malgrat de Mar                         |
| 139 | Societat Cultural i Recreativa La Cumprativa           | Llorenç del Penedès                    |
| 140 | Societat Cultural i Recreativa La Unió de Mas Rampinyo | Montcada i Reixac                      |
| 142 | Societat Cultural l'Oliva                              | Badalona                               |
| 143 | Societat Cultural La Munienca                          | Castellví de la Marca                  |
| 144 | Societat Cultural La Vicentina                         | Sant Vicenç dels Horts                 |
| 145 | Societat Cultural Sant Jaume                           | Premià de Dalt                         |
| 146 | Societat El Casino                                     | Sant Andreu de la Barca                |
| 147 | Foment Cultural i Artístic                             | Sant Joan Despí                        |
| 149 | Societat l'Amistat                                     | Cadaqués                               |
| 150 | Ateneu de Tàrrega                                      | Tàrrega                                |
| 151 | Societat La Torre de les Gunyoles                      | Les Gunyoles d'Avinyonet               |
| 152 | Societat Recreativa                                    | Santa Coloma de Cervelló               |
| 153 | Societat Recreativa Begudenca                          | La Beguda Alta                         |
| 154 | Societat Recreativa El Retiro                          | Sitges                                 |
| 155 | Societat Recreativa i Cultural l'Alzinar               | Masquefa                               |
| 156 | Societat Sant Telm                                     | Corbera de Llobregat                   |
| 158 | Associació Cultural Ateneu Golmesenc                   | Golmés                                 |
| 159 | Societat Unió Gandesana                                | Gandesa                                |
| 160 | Ateneu Terrassenc                                      | Terrassa                               |
| 161 | Casal Camprodoní                                       | Camprodon                              |
| 162 | Associació Cultural L'Esplai                           | Ametlla de Merola                      |
| 4   | Orfeó Badaloní                                         | Badalona                               |
| 5   | Amics de Vilaller Associació Cultural i Gastronòmica   | Vilaller                               |
| 6   | Associació Benèfica Instructiva                        | Montcada i Reixac                      |
| 8   | Associació Casal Torrellenc                            | Torrelles de Foix                      |
| 14  | Associació Casino de la Granadella                     | La Granadella                          |
| 21  | Associació Espluga Viva                                | Esplugues de Llobregat                 |
| 31  | Associació Nou Casino La Constància                    | Sant Feliu de Guíxols                  |
| 37  | Ateneu de Térmens                                      | Térmens                                |
| 41  | Casal Cultural de Mollet del Vallès                    | Mollet del Vallès                      |
| 54  | Casal de l'Espluga de Francolí                         | L'Espluga de Francolí                  |
| 55  | Casal de Llavaneres                                    | Sant Andreu de Llavaneres              |
| 70  | Casal de Vila-rodona                                   | Vila-rodona                            |
| 71  | Casal Popular de Vilassar de Dalt                      | Vilassar de Dalt                       |
| 74  | Casino de Granollers Club de Ritme                     | Granollers                             |
| 75  | Casino Olotí                                           | Olot                                   |
| 77  | Centre Agrícola i Social                               | El Pla del Penedès                     |
| 78  | Centre Catòlic de Sants                                | Barcelona                              |
| 107 | Centre Comarcal Lleidatà                               | Barcelona                              |
| 113 | Centre Cultural Els Propis                             | Barcelona                              |
| 114 | Centre Cultural i d'Esbarjo                            | Ivars d'Urgell                         |
| 119 | Centre Cultural i d'Esbarjo                            | Sant Pol de Mar                        |
| 124 | Centre Cultural i Recreatiu de Ca l'Avi                | Ca l'Avi (poble de Subirats)           |
| 127 | Centre Cultural i Recreatiu de la Bleda                | La Bleda (poble de Sant Martí Sarroca) |
| 132 | Centre Cultural Recreatiu Can Cartró                   | Can Cartró (Subirats)                  |
| 134 | Centre Instructiu i Recreatiu de Balsareny             | Balsareny                              |
| 137 | Centre Obrer Instructiu d'Unió Republicana             | Cervera                                |
| 141 | Cercle Català de Madrid                                | Madrid                                 |
| 148 | Fundació Privada Cultura i Teatre - Sala Els Carlins   | Manresa                                |
| 157 | La Lliga Comercial Industrial i Agrícola               | Capellades                             |
| 163 | La Unió Escaulenca                                     | Les Escaules                           |
| 164 | Olesa Ateneu                                           | Olesa de Montserrat                    |
| 165 | Orfeó Reusenc                                          | Reus                                   |
| 166 | Primer Casino de Blanes                                | Blanes                                 |
| 167 | Sociedad Coral Recreativa El Ciervo                    | Sabadell                               |
| 168 | Societat Coral Cultural i Recreativa La Verbena        | Sant Joan de Vilatorrada               |
| 169 | Societat Coral Obrera La Glòria Sentmenatenca          | Sentmenat                              |
| 170 | Societat Cultural i Esportiva La Lira                  | Barcelona                              |
| 171 | Societat La Fraternitat                                | Sant Llorenç de la Muga                |
| 172 | Societat Unió l'Argentera                              | L'Argentera                            |
| 173 | Unió del Casal Gelidenc                                | Gelida                                 |
| 174 | Unió Recreativa Maialenca                              | Maials                                 |